# Henry Fairfax, IV lord Fairfax di Cameron
Henry Fairfax, IV lord Fairfax di Camerun (30 dicembre 1631 – 13 aprile 1688) è stato un nobile scozzese, nipote di Thomas Fairfax, I lord Fairfax di Cameron.  Suo padre era Henry Fairfax, di York e sua madre Lady Mary Cholmondeley (1593-1649).

## Biografia
Sposò Francis Barwick ed ebbero dieci figli:
- Mary Fairfax (nata il 29 luglio 1653)
- Dorothy Fairfax (nata il 30 dicembre 1655)
- Thomas Fairfax, V lord Fairfax di Cameron (nato nel 1657)
- Henry Fairfax of Toulston (nato il 20 aprile 1659)
- Ursula Fairfax (nata il 3 maggio 1661)
- Frances Fairfax (nata il 2 aprile 1663)
- Bryan Fairfax (nato il 2 aprile 1665)
- Barwicke Fairfax (nato il 18 settembre 1677)
- Anne Fairfax (nata il 27 aprile 1670)
- Mary Fairfax (nata nel 1673)